# HyperCard

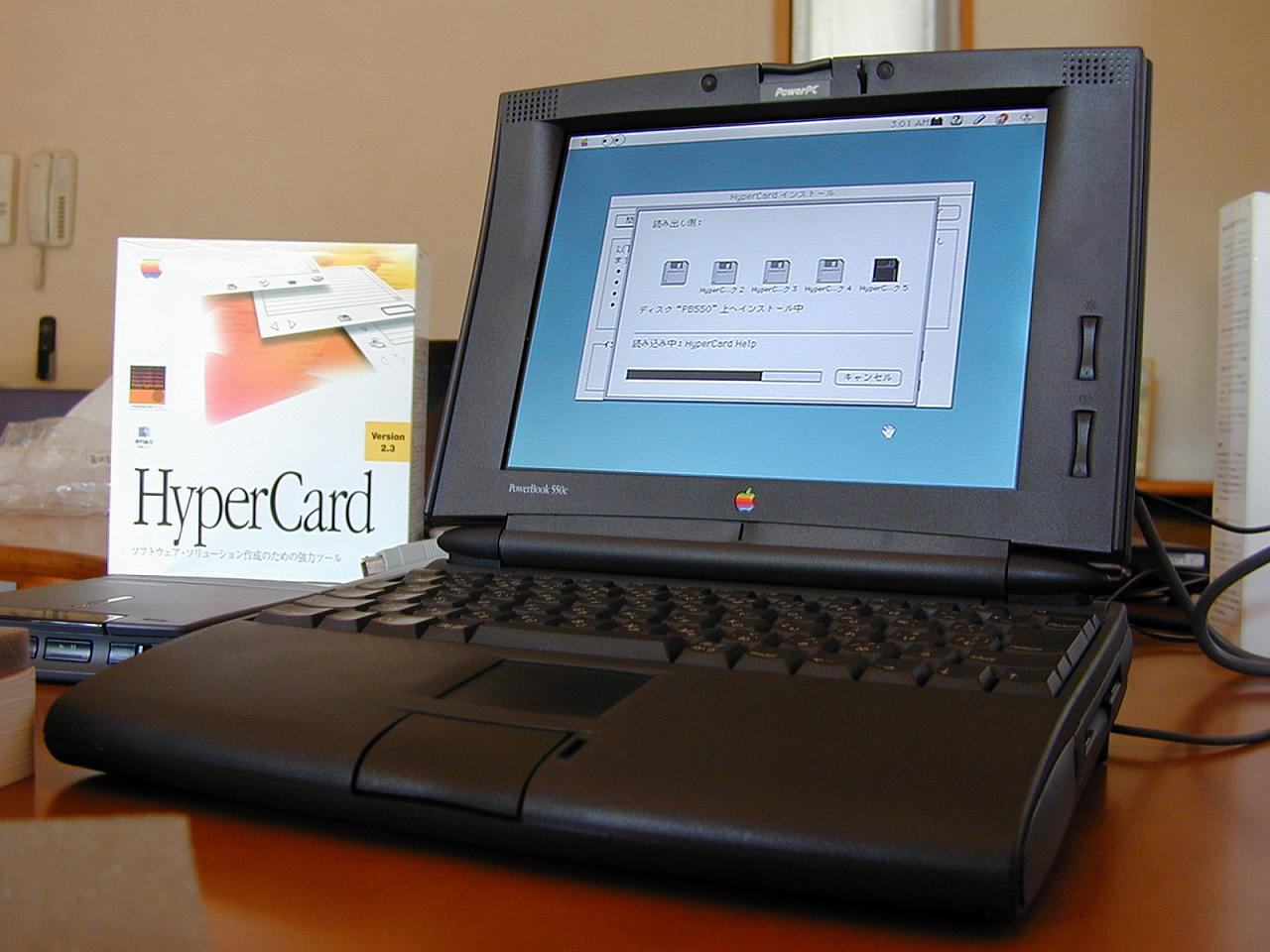
Op deze Apple PowerBook wordt HyperCard versie 2.3 geïnstalleerd

HyperCard was een van de eerste hypertekst-systemen met een breed toepassingsgebied. Het werd ontwikkeld door Bill Atkinson voor Apple Computer. Inmiddels heeft Apple de ontwikkeling gestaakt.
Het World Wide Web dat bij het CERN werd ontwikkeld door Tim Berners-Lee en Robert Cailliau, is deels geïnspireerd door HyperCard, evenals de wikiwikisoftware van Ward Cunningham.

## Geschiedenis
Atkinson bedacht rond 1985 een notitieblok-achtige toepassing voor Apple, die QuickFile heette. Teksten werden daarin gerepresenteerd als een soort kaartjes, die met dwarsverbindingen aan elkaar konden worden gekoppeld. Uit dit idee werd HyperCard ontwikkeld dat in 1987 werd uitgebracht. HyperCard was niet alleen een hypertekst-toepassing, maar kon ook worden gebruikt als omgeving voor object-georiënteerd programmeren. Een verzameling kaartjes werd een stack genoemd. Atkinson maakte met Apple de afspraak dat HyperCard gratis werd geleverd bij elke Apple Macintosh-computer. Hoewel het programma geen kleurgebruik ondersteunde, werd het eind jaren tachtig en begin jaren negentig veel gebruikt om hypermedia-toepassingen mee te ontwerpen, bijvoorbeeld educatieve cd-roms. Ook het bekende computerspel Myst is met behulp van HyperCard ontwikkeld.
Vanaf 1992 werd HyperCard door Apple niet meer gratis meegeleverd, waarop Atkinson zich teleurgesteld terugtrok. Onder Kevin Calhoun is nog een betaversie van HyperCard 3.0 ontwikkeld die kleurgebruik ondersteunde. In 1996 werd een proefserie van 600 stuks uitgedeeld op de Worldwide Developers Conference (WWDC) van Apple. Naast ondersteuning voor kleurgebruik bood de nieuwe versie ook ondersteuning voor internetgebruik. Om onduidelijke redenen is deze versie nooit uitgebracht. Calhoun, die de drijvende kracht was achter de ontwikkeling van HyperCard 3.0, was teleurgesteld en verliet Apple in 2001.
Vanaf 1998 werden geen nieuwe versies meer ontwikkeld en in 2004 staakte Apple de verkoop van HyperCard versie 2.4.
Er bestaan wel vergelijkbare programma's, waarmee oude HyperCard-stacks kunnen worden ingelezen. Een daarvan is Runtime Revolution, dat met dezelfde data niet alleen onder Macintosh OS maar ook onder Windows en Linux draait. Het is daarmee een eenvoudige multiplatformontwikkelomgeving.